# Rexhep Ismajli
Rexhep Ismajli (ur. 6 czerwca 1947 w Preševie) – jugosłowiański i kosowski albanista, pisarz oraz tłumacz, profesor nauk humanistycznych, w latach 2002–2008 prezes Akademii Nauk i Sztuk Kosowa.
Tłumaczył na język albański utwory autorstwa Jacquesa Préverta, Alaina Bosqueta i Mihaia Eminescu oraz prace naukowe André Martineta i Ferdinanda de Saussure'a.

## Życiorys
Ukończył naukę w szkole średniej w Preševie, w 1967 roku rozpoczął studia albanistyczne na Wydziale Filologicznym Uniwersytetu w Prisztinie, a po ich ukończeniu specjalizował się na Sorbonie zakresie lingwistyki ogólnej pod okiem André Martineta oraz w latach 1977–1978 na Uniwersytecie w Bochum.
W 1972 roku został przyjęty na stanowisko asystenta w katedrze albanistyki Wydziału Filologicznego Uniwersytetu w Prisztinie, awansował następnie na stopień adiunkta. W 1982 roku obronił pracę doktorską pod tytułem Gjuha shqipe e Kuvendit të Arbënit (1705), następnie został docentem oraz profesorem albanistyki.
W 1989 roku funkcjonariusze jugosłowiańskiej milicji aresztowały go oraz przetrzymywały w więzieniach w Leskovacu, Belgradzie i Prisztinie. Po wyjściu na wolność, w latach 1990–1993 wykładał albanistykę na Uniwersytecie w Lublanie, a w latach 1997–2000 na Uniwersytecie Ludwika i Maksymiliana w Monachium. Został zaproszony do Stanów Zjednoczonych, gdzie miał wykładać na Uniwersytecie Karoliny Północnej w Chapel Hill, na Uniwersytecie Ohio oraz na SIL International, jednak z powodów politycznych władze jugosłowiańskie nie zezwoliły mu na opuszczenie kraju.
W 1993 roku został członkiem korespondentem Akademii Nauk i Sztuk Kosowa, trzy lata później został jej pełnoprawnym członkiem; następnie pełnił funkcję sekretarza generalnego, a od października 2002 do 2008 prezesa. W 2002 roku dołączył do Europejskiej Akademii Nauk i Sztuk Pięknych. W 2006 roku został także członkiem zewnętrznym, a cztery lata później członkiem honorowym Akademii Nauk Albanii.
Należy do albańskiego PEN Clubu oraz Stowarzyszenia Pisarzy Kosowa. Założył wydawnictwo Fryma oraz kilka czasopism naukowych, między innymi Studime (którego był redaktorem naczelnym) oraz założone wraz z Ibrahimem Rugovą i Hivzim Islamim w 1971 roku czasopismo Dituria. Od 1990 do 1994 roku należał do Demokratycznej Ligi Kosowa.
Poza ojczystym językiem albańskim deklaruje znajomość języka angielskiego, francuskiego, niemieckiego, rumuńskiego i włoskiego.

## Wybrane prace naukowe[1][2]
- Shenjë dhe ide  (1974)
- Teksti i gjuhës shqipe për të huaj (1974)
- Shumësia e tekstit (1977)
- Rrënjë e fortë (1978)
- Gramatika e parë e gjuhës shqipe (1982)
- Studimi i teksteve të vjetra (1984)
- Gjuha shqipe e Kuvendit të Arbënit (1706) (1985)
- Pjetër Budi, poezi 1618-22 (1986)
- Artikuj mbi gjuhën shqipe (1987)
- Poezi e sotme arbëreshe (1990)
- Kosova and the Albanians in former Yugoslavia (1993)
- Etni e modernitet (1994)
- Në gjuhë dhe për gjuhë (1998)
- Tekste të vjetra (2000)
- Standarde dhe identitete (2003)
- Drejtshkrimet e shqipes (2005)
- Gjuhë standarde dhe histori identitetesh (2005)
- Pasionet dhe pësimet e Selman Rizës (2009)